# Mistrovství světa v rallye 1995
Mistrovství světa v rallye 1995 (anglicky: World Rallye Championchip 1995) byla série závodů mistrovství světa v rallye v roce 1995. Vítězem se stal skot Colin McRae na voze Subaru Impreza 555. Subaru World Rally Team získal i pohár konstruktérů.

## Mistrovství světa

### Rallye Monte Carlo 1995
1. Carlos Sainz, Luis Moya - Subaru Impreza 555
2. Francois Delecour, Catherine Francois - Ford Escort RS Cosworth
3. Juha Kankkunen, Nicky Grist - Toyota Celica GT-Four ST-205
4. Tommi Mäkinen, Seppo Harjane - Mitsubishi Lancer EVO II
5. Bruno Thiry, Stéphane Prévot - Ford Escort RS Cosworth
6. Andrea Aghini, Sauro Faurocchia - Mitsubishi Lancer EVO II
7. Jean Ragnotti, Gilles Thimonier - Renault Clio MAXI - vítěz soutěže mistrovství světa dvoulitrů
8. Piero Liatti, Alessandro Alessandrini - Subaru Impreza 555
9. Philippe Camandona, Georges Crausaz - Ford Escort RS Cosworth
10. Isolde Holderied, Christina Thörner - Mitsubishi Lancer EVO II

### Švédská rallye 1995
1. Kenneth Eriksson, Staffan Parmander - Mitsubishi Lancer EVO II
2. Tommi Mäkinen, Seppo Harjane - Mitsubishi Lancer EVO II
3. Thomas Radström, Lars Bäckman - Toyota Celica GT-Four ST-205
4. Juha Kankkunen, Nicky Grist - Toyota Celica GT-Four ST-205
5. Didier Auriol, Bernard Occelli - Toyota Celica GT-Four ST-205
6. Bruno Thiry, Stéphane Prévot - Ford Escort RS Cosworth
7. Stig Blomqvist, Benny Melander - Ford Escort RS Cosworth
8. Tomas Jansson, Ingemar Algerstedt - Toyota Celica GT-Four ST-205
9. Armin Schwarz, Klaus Wicha - Toyota Celica GT-Four ST-205
10. Kenneth Bäcklund, Tord Andersson - Mitsubishi Lancer EVO II

### Portugalská rallye 1995
1. Carlos Sainz, Luis Moya - Subaru Impreza 555
2. Juha Kankkunen, Nicky Grist - Toyota Celica GT-Four ST-205
3. Colin McRae, Derek Ringer - Subaru Impreza 555
4. Armin Schwarz, Klaus Wicha - Toyota Celica GT-Four ST-205
5. Didier Auriol, Bernard Occelli - Toyota Celica GT-Four ST-205
6. Bruno Thiry, Stéphane Prévot - Ford Escort RS Cosworth
7. Richard Burns, Robert Reid - Subaru Impreza 555
8. Alessandro Fiorio, Vittorio Brambilla - Ford Escort RS Cosworth
9. Rui Madeira, Nuno da Silva - Mitsubishi Lancer EVO II
10. Jorge Recalde, Nuno da Silva - Mitsubishi Lancer EVO II

### Korsická rallye 1995
1. Didier Auriol, Bernard Occelli - Toyota Celica GT-Four ST-205
2. Francois Delecour, Catherine Francois - Ford Escort RS Cosworth
3. Andrea Aghini, Sauro Faurocchia - Mitsubishi Lancer EVO III
4. Carlos Sainz, Luis Moya - Subaru Impreza 555
5. Colin McRae, Derek Ringer - Subaru Impreza 555
6. Piero Liatti, Alessandro Alessandrini - Subaru Impreza 555
7. Patrick Bernardini, Jean-Marc Andrié - Ford Escort RS Cosworth
8. Tommi Mäkinen, Seppo Harjane - Mitsubishi Lancer EVO III
9. Philippe Bugalski, Jean-Paul Chiaroni - Renault Clio MAXI
10. Juha Kankkunen, Nicky Grist - Toyota Celica GT-Four ST-205

### Rallye Nový Zéland1995
1. Colin McRae, Derek Ringer - Subaru Impreza 555
2. Didier Auriol, Bernard Occelli - Toyota Celica GT-Four ST-205
3. Juha Kankkunen, Nicky Grist - Toyota Celica GT-Four ST-205
4. Armin Schwarz, Klaus Wicha - Toyota Celica GT-Four ST-205
5. Kenneth Eriksson, Staffan Parmander - Mitsubishi Lancer EVO III
6. Francois Delecour, Catherine Francois - Ford Escort RS Cosworth
7. Peter Bourne, Tony Sircombe - Subaru Impreza 555
8. Neil Allport, Vincent Graig - Ford Escort RS Cosworth
9. Jorge Recalde, Nuno da Silva - Mitsubishi Lancer EVO II
10. Rui Madeira, Nuno da Silva - Mitsubishi Lancer EVO II

### Australská rallye 1995
1. Kenneth Eriksson, Staffan Parmander - Mitsubishi Lancer EVO III
2. Colin McRae, Derek Ringer - Subaru Impreza 555
3. Juha Kankkunen, Nicky Grist - Toyota Celica GT-Four ST-205
4. Tommi Mäkinen, Seppo Harjane - Mitsubishi Lancer EVO III
5. Armin Schwarz, Klaus Wicha - Toyota Celica GT-Four ST-205
6. Bruno Thiry, Stéphane Prévot - Ford Escort RS Cosworth
7. Yoshio Fujimoto, Arne Hertz - Toyota Celica Turbo ST-165
8. Ed Ordynski, Mark Stacey - Mitsubishi Lancer EVO III
9. Neal Bates, Coral Taylor - Toyota Celica GT-Four ST-205
10. Jorge Recalde, Nuno da Silva - Mitsubishi Lancer EVO II

### Katalánská rallye 1995
1. Carlos Sainz, Luis Moya - Subaru Impreza 555
2. Colin McRae, Derek Ringer - Subaru Impreza 555
3. Piero Liatti, Alessandro Alessandrini - Subaru Impreza 555
4. Francois Delecour, Catherine Francois - Ford Escort RS Cosworth
5. Andrea Aghini, Sauro Faurocchia - Mitsubishi Lancer EVO III
6. Gustavo Trelles, Jorge Del Buono - Toyota Celica GT-Four ST-205
7. Oriol Gomez Marco, Marc Marti - Renault Clio Williams
8. Andrea Navarra, Renzo Casazza - Toyota Celica GT-Four ST-205
9. Josep Bassas, Antonio Rodriguez - BMW M3
10. Yvan Postel, Olivier Peyret - Subaru Impreza 555

### RAC Rallye 1995
1. Colin McRae, Derek Ringer - Subaru Impreza 555
2. Carlos Sainz, Luis Moya - Subaru Impreza 555
3. Richard Burns, Robert Reid - Subaru Impreza 555
4. Alister McRae, Chris Wood - Ford Escort RS Cosworth
5. Bruno Thiry, Stéphane Prévot - Ford Escort RS Cosworth
6. Gwyndaf Evans, Howard Davies - Ford Escort RS 2000
7. Rui Madeira, Nuno da Silva - Mitsubishi Lancer EVO II
8. Jarmo Kytölehto, Arto Kapanen - Nissan Sunny GTI
9. Masao Kamioka, Kevin Gormley - Subaru Impreza WRX
10. Alain Oreille, Jacques Boyere - Renault Clio Williams

### Celkové pořadí
1. Colin McRae, Derek Ringer - Subaru Impreza 555
2. Carlos Sainz, Luis Moya - Subaru Impreza 555
3. Kenneth Eriksson, Staffan Parmander - Mitsubishi Lancer EVO III
4. Francois Delecour, Catherine Francois - Ford Escort RS Cosworth
5. Tommi Mäkinen, Seppo Harjane - Mitsubishi Lancer EVO III
6. Bruno Thiry, Stéphane Prévot - Ford Escort RS Cosworth
7. Andrea Aghini, Sauro Faurocchia - Mitsubishi Lancer EVO III
8. Piero Liatti, Alessandro Alessandrini - Subaru Impreza 555
9. Richard Burns, Robert Reid - Subaru Impreza 555
10. Alister McRae, Chris Wood - Ford Escort RS Cosworth

## Mistrovství světa dvoulitrů W2L

### Rallye Monte Carlo 1995
1. Jean Ragnotti, Gilles Thimonier - Renault Clio MAXI
2. Eddie Mercier, Jean-Michel Veret - Renault Clio MAXI
3. Philippe Rubiolo, Régine Cabaniols - Renault Clio MAXI

### Švédská rallye 1995
1. Per Svan, Sten-Ove Olsson - Opel Astra GSI
2. Jarmo Kytölehto, Arto Kapanen - Opel Astra GSI
3. Anders Nilsson, Per Schlegel - Opel Astra GSI

### Portugalská rallye 1995
1. Piergiorgio Deila, Pierangelo Scalvini - Peugeot 306 S16
2. Raphael Sperrer, Peter Diekmann - Opel Astra GSI
3. Erwin Weber, Manfred Hiemer - Seat Ibiza GTI

### Safari rallye 1995
1. Azar Anwar, Shailen Shah - Daewoo Cielo

### Korsická rallye 1995
1. Philippe Bugalski, Jean-Paul Chiaroni - Renault Clio MAXI
2. Jean Ragnotti, Gilles Thimonier - Renault Clio MAXI
3. Gilles Panizzi, Hervé Panizzi - Peugeot 306 S16

### Acropolis rallye 1995
1. Erwin Weber, Manfred Hiemer - Seat Ibiza GTI
2. Antonio Rius, Manuel Casanova- Seat Ibiza GTI
3. Stratis Hatzipanayiotou, Tonia Pavli - Nissan Sunny GTI

### Argentinská rallye 1995
1. Pavel Sibera, Petr Gross - Škoda Felicia Kit Car 1500
2. Miguel Torras, Edgardo Gait - Renault 18 GTX
3. Emil Triner, Pavel Štanc - Škoda Felicia Kit Car 1500

### Rallye Nový Zéland 1995
1. David Black, Jane Black - Toyota Corolla GT
2. Nobuhiro Tajima, Ross Runnalls - Suzuki Swift GTI
3. Haruhiko Kageyama, Stuart Roberts - Honda Civic VTi

### Finská rallye 1995
1. Jarmo Kytölehto, Arto Kapanen - Opel Astra GSI
2. Per Svan, Sten-Ove Olsson - Opel Astra GSI
3. Alister McRae, David Senior - Nissan Sunny GTI

### Rallye San Remo 1995
1. Freddy Loix, Sven Smeets - Opel Astra GSI
2. Paolo Andreucci, Simona Fedeli - Peugeot 306 S16
3. Piergiorgio Deila, Pierangelo Scalvini - Renault Clio Williams

### Absolutní pořadí

#### Týmy
1. Peugeot Sport - 257 bodů
2. Renault Sport - 227 bodů
3. Škoda Motorsport - 174 bodů
4. Volkswagen Motorsport - 32 bodů